# جمعية الشرطة
الجمعية الرياضية و الثقافية للشرطة نادي كرة قدم موريتاني، يمثل مدينة نواكشوط وينشط في الدوري الموريتاني الممتاز.

## بطولات الفريق
- الدوري الموريتاني الممتاز

البطل (7) : 1981, 1982, 1986, 1987, 1988, 1990, 1991
- كأس رئيس الجمهورية

البطل (2) : 1985, 1999